# Masbate City
Masbate è una città componente delle Filippine, capoluogo della Provincia omonima, nella Regione di Bicol.
Masbate è formata da 30 baranggay:
- Anas
- Asid
- B. Titong
- Bagumbayan
- Bantigue
- Bapor (Pob.)
- Batuhan
- Bayombon
- Biyong
- Bolo
- Cagay
- Cawayan Exterior
- Cawayan Interior
- Centro (Pob.)
- Espinosa

- F. Magallanes
- Ibingay
- Igang
- J. T. Fernandez (Pob.)
- Kinamaligan
- Malinta
- Mapiña
- Mayngaran
- Nursery
- Pating (Pob.)
- Pawa
- Sinalongan
- Tugbo
- Ubongan Dacu
- Usab